# Numantia
Numantia (Spanska: Numancia) var en keltiberisk stad under antiken belägen vid Duerofloden i Kastilien, på platsen för den nuvarande byn Garray.
Numantia var ursprungligen Arevakernas huvudstad, och var med sitt läge och befästning en typisk iberisk stadsanläggning. I kriget mellan keltibererna och romarna 153-133 f. Kr. spelade Numantia en betydande roll och intogs 133 f. Kr. av Publius Scipio Aemilianus genom upprätthållandet  av en belägring under ca 13 månader. Innan befolkningen i Numantia kapitulerat brände de ner staden vartefter romarna intog den. Under den följande tiden miste staden alltmer sin betydelse. I utgrävningar har man påträffat spår av iberiska, keltiberiska och romerska bosättningar, liksom resterna av de romerska fältlägren från kriget.